# Chiarumani
Chiarumani ist eine Ortschaft im Departamento La Paz im südamerikanischen Anden-Staat Bolivien.

## Lage im Nahraum
Chiarumani ist zentraler Ort des Chiarumani und liegt im Municipio Patacamaya in der Provinz Aroma. Chiarumani liegt auf einer Höhe von 4027 m am Rande des Höhenzuges der Serranía de Sicasica, der sich östlich des Ortes in Nord-Süd-Richtung erstreckt. Nächstgelegene Ortschaft ist die Streusiedlung Chacoma drei Kilometer südlich von Chiarumani.

## Geographie
Chiarumani liegt am Ostrand der bolivianischen Hochebene zwischen den Anden-Gebirgsketten der Cordillera Occidental im Westen und der Cordillera Central im Osten. Das Klima der Region ist ein typisches Tageszeitenklima, bei dem die Schwankungen der mittleren Tagestemperaturen deutlicher ausfallen als die Temperaturschwankungen zwischen den Jahreszeiten.
Die Jahresdurchschnittstemperatur der Region liegt bei etwa 7 °C, die Monatswerte schwanken nur unwesentlich zwischen 4 °C im Juni/Juli und 9 °C im November/Dezember (siehe Klimadiagramm Patacamaya). Der Jahresniederschlag beträgt 460 mm, die Monatsniederschläge liegen zwischen unter 10 mm von Mai bis August und bei 110 mm im Januar.

## Verkehrsnetz
Chiarumani liegt in einer Entfernung von 107 Straßenkilometern südöstlich von La Paz, der Hauptstadt des Departamentos.
Von La Paz aus führt die asphaltierte Nationalstraße Ruta 2 in westlicher Richtung nach El Alto, von dort 90 Kilometer nach Süden die Ruta 1 über Calamarca bis Patacamaya und weiter über Caracollo nach Oruro. Drei Kilometer vor Patacamaya zweigt eine unbefestigte Nebenstraße in nordöstlicher Richtung zu der sieben Kilometer entfernten Ortschaft Chiarumani ab.

## Bevölkerung
Die Einwohnerzahl des Ortes war in den vergangenen beiden Jahrzehnten deutlichen Schwankungen unterworfen:
| Jahr | Einwohner | Quelle       |
| ---- | --------- | ------------ |
| 1992 | 488       | Volkszählung |
| 2001 | 336       | Volkszählung |
| 2012 | 494       | Volkszählung |
| 2024 |           | Volkszählung |

Die Region weist einen hohen Anteil an Aymara-Bevölkerung auf, im Municipio Patacamaya sprechen 83,2 Prozent der Bevölkerung Aymara.